# Нижний Курмей
Нижний Курмей (чув. Кӑрми) — село в Абдулинском городском округе Оренбургской области.

## География
Село расположено в северо-западной части области, недалеко от центра городского округа — Абдулино.
Часовой пояс
Село Нижний Курмей как и вся Оренбургская область, находится в часовой зоне МСК+2. Смещение применяемого времени относительно UTC составляет +5:00.

## История
Основан чувашскими поселенцами. До 1 января 2016 года село являлось центром Нижнекурмейского сельсовета.

## Население
| 2010 |
| ---- |
| 293  |

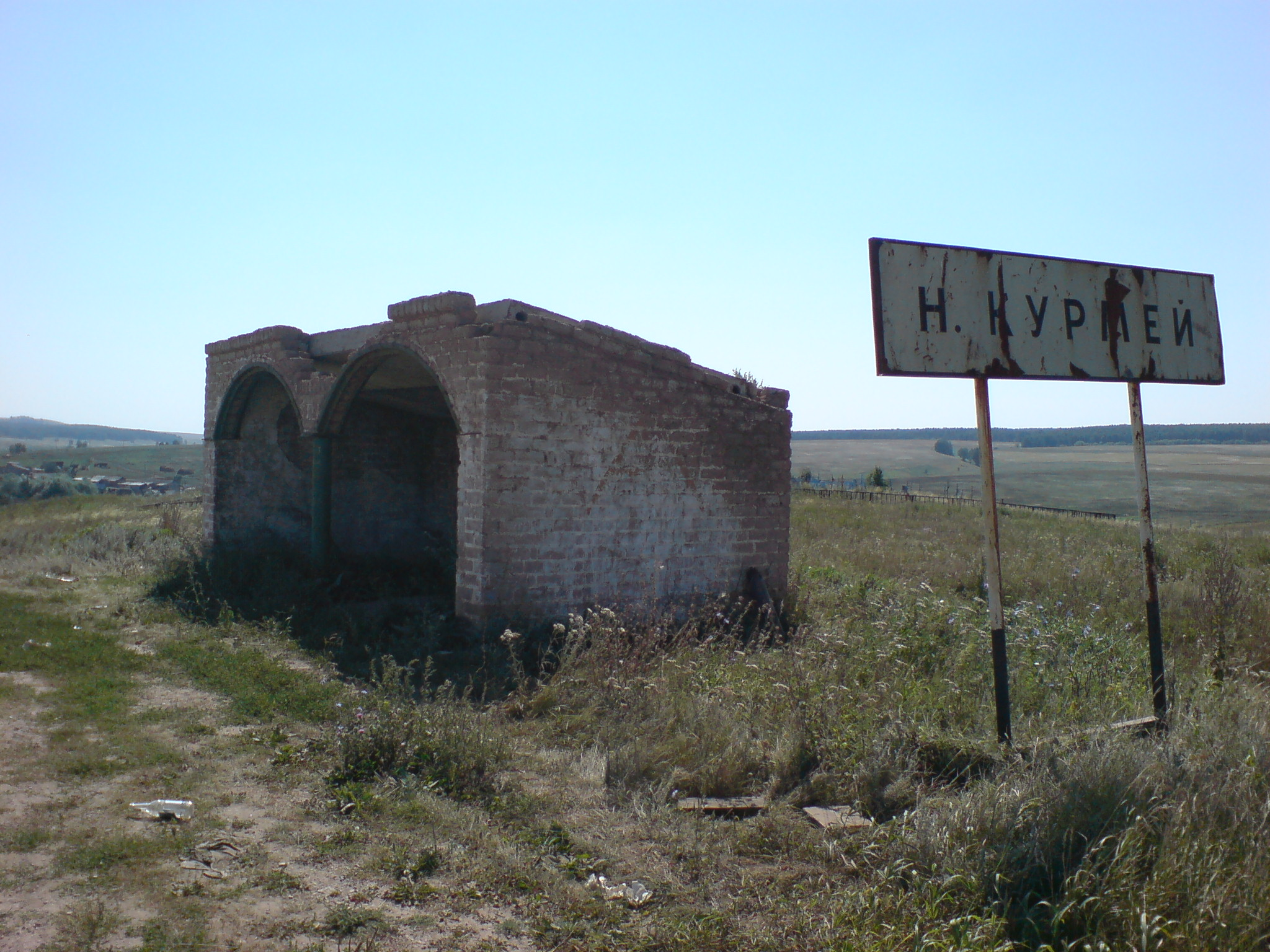
Автобусная остановка Нижний Курмей

Национальный состав: чуваши — 86 % (2002 г.).